# Miss Paraná 2016
Miss Paraná 2016 foi a 59ª edição do tradicional concurso de beleza feminina que se encarrega de escolher a melhor candidata paranaense para representar seu Estado e sua cultura no certame nacional de Miss Brasil 2016. O evento contou com a participação de quarenta e uma municípios do estado com suas respectivas candidatas municipais em busca do título. Gabriela Gallas, vencedora do título do ano anterior, coroou sua sucessora ao posto no final da competição, que foi realizado no espaço Chateau Village Buffet, na cidade de Maringá. O certame foi gravado no dia em que se realizou, 09 de Julho, mas a Band somente transmitiu no sábado seguinte, dia 16.

## Resultados

### Colocações
| Posição                 | Município e Candidata |
| Miss Paraná             | - Umuarama - Raíssa Santana |
| 2º. Lugar               | - Cianorte - Karina Tamazia |
| 3º. Lugar               | - Londrina - Najara Ascêncio |
| Finalistas              | - Palotina - Júlia Staback - Foz do Iguaçu - Fernanda Paludo |
| (TOP 10) Semifinalistas | - Curitiba - Aline Provenzi - Francisco Beltrão - Évellyn Follador - Maringá - Gabryela Santos - Ponta Grossa - Betina Villaça - Pinhais - Luciana Tavares |
| (TOP 15) Semifinalistas | - Araruna - Alessandra Lima - Campina Grande do Sul - Carol Westphalen - Dois Vizinhos - Ellen Mussulini - Jaguariaíva - Karin Fanha - Mal Cândido Rondon - Aryala Wommer |
| (TOP 30) Classificadas  | - Almirante Tamandaré - Franciele Macêdo - Apucarana - Luma Beatriz - Araucária - Jéssica Sperka - Cambé - Natália Zundt - Cruzeiro do Oeste - Luanna Bessegato - Entre Rios do Oeste - Júlia Wöchner - Itaipulândia - Tainá Eckert - Itaperuçu - Fernanda Moreira - Jacarezinho - Letícia Moraes - Peabiru - Jéssica Sexuqui - Prudentópolis - Agnes Ienke - Quatro Barras - Marina Krauze - Realeza - Anaquel Barella - São Miguel do Iguaçu - Flávia Dall Agnol - Toledo - Bianca Giordani |

### Prêmios Especiais
O concurso distribuiu o seguinte prêmio às candidatas:
| Prêmio               | Município e Candidata                      |
| Miss Be Emotion      | - Campina Grande do Sul - Carol Westphalen |
| Melhor Traje de Gala | - Ponta Grossa - Betina Villaça            |

### Ordem dos Anúncios
| 1. Londrina 2. Almirante Tamandaré 3. Quatro Barras 4. Realeza 5. Dois Dizinhos 6. Jaguariaíva 7. Cruzeiro do Oeste 8. Campina Grande do Sul 9. São Miguel do Iguaçu 10. Maringá 11. Peabiru 12. Jacarezinho 13. Itaperuçu 14. Cambé 15. Prudentópolis 16. Palotina 17. Entre Rios do Oeste 18. Itaipulândia 19. Pinhais 20. Mal Cândido Rondon 21. Curitiba 22. Cianorte 23. Araucária 24. Toledo 25. Umuarama 26. Araruna 27. Foz do Iguaçu 28. Ponta Grossa 29. Francisco Beltrão 30. Apucarana | 1. Campina Grande do Sul 2. Mal Cândido Rondon 3. Jaguariaíva 4. Araruna 5. Dois Vizinhos 6. Maringá 7. Palotina 8. Londrina 9. Umuarama 10. Foz do Iguaçu 11. Pinhais 12. Francisco Beltrão 13. Ponta Grossa 14. Curitiba 15. Cianorte | 1. Londrina 2. Pinhais 3. Foz do Iguaçu 4. Maringá 5. Ponta Grossa 6. Palotina 7. Umuarama 8. Cianorte 9. Francisco Beltrão 10. Curitiba | 1. Foz do Iguaçu 2. Palotina 3. Umuarama 4. Londrina 5. Cianorte |

## Resposta Final
Questionada pela pergunta final sobre o que torna a beleza exterior diferente da interior, a miss respondeu:
| “ | Boa noite à todos, boa noite senhores jurados, obrigado pela pergunta. Bom, eu acredito que o que faz a diferença numa mulher bela seja seu sorriso, ele abre portas onde não tem portas, o sorriso é a arma mais forte que a mulher pode usar. | ” |

## Jurados

### Final
1. Alexandre Rocha, CEO da Master Mind Treinamentos;
2. Antônio Salani, médico, jornalista e fotógrafo;
3. Darren Ray Olstad, empreendedor canadense;
4. Flávia Cavalcanti Rebêlo, Miss Brasil 1989;
5. Howard Gillick, empresário canadense;
6. Jorge Bischoff, designer;
7. Márcio Paloschi, artista visual/figurinista;
8. Maria Carolina Portella Otto, Miss Brasil 1992;
9. Sérgio Câmara Lopes, cirurgião plástico;

## Candidatas
As candidatas ao título deste ano:
| - Agudos do Sul - Taemi Gwak - Almirante Tamandaré - Franciele Macêdo - Apucarana - Luma Beatriz - Araruna - Alessandra Lima - Araucária - Jéssica Sperka - Cambé - Natália Zundt - Campina Grande do Sul - Carol Westphalen - Campo Mourão - Myllena Kauanna - Cascavel - Lizandra Garmus - Cianorte - Karina Tamazia - Colombo - Quésia Silva - Cornélio Procópio - Bárbara Dias - Cruzeiro do Oeste - Luanna Bessegato - Curitiba - Aline Provenzi - Dois Vizinhos - Ellen Mussulini - Engenheiro Beltrão - Camila Beloli - Entre Rios do Oeste - Júlia Wöchner - Foz do Iguaçu - Fernanda Paludo - Francisco Beltrão - Évellyn Follador - Guarapuava - Rebecca Baldissera - Itaipulândia - Tainá Eckert | - Itaperuçu - Fernanda Moreira - Jacarezinho - Letícia Moraes - Jaguariaíva - Karin Fanha - Londrina - Najara Ascêncio - Mal Cândido Rondon - Aryala Wommer - Maringá - Gabryela Santos - Matelândia - Jhenifer Tessari - Palotina - Júlia Staback - Paranaguá - Bianca Vidal - Peabiru - Jéssica Sexuqui - Pinhais - Luciana Tavares - Piraquara - Rhaiza Bero - Ponta Grossa - Betina Villaça - Prudentópolis - Agnes Ienke - Quatro Barras - Marina Krauze - Realeza - Anaquel Barella - São Miguel do Iguaçu - Flávia Dall Agnol - Toledo - Bianca Giordani - Tupãssi - Larissa Moura - Umuarama - Raíssa Santana |

## Histórico

### Desistências
- Assis Chateaubriand - Ellen Worchinski
- Castro - Janaine Bonfim
- Ivaí - Jéssica Chornobay
- Matinhos - Lisemary Godar
- Medianeira - Fernanda Scalabrin
- Mercedes - Patricia Hickmann
- Pato Bragado - Caroline Spies
- Porecatu - Andressa Romão
- Santo Antônio da Platina - Nayrana Chagas
- São José dos Pinhais - Priscila Rodrigues
- Ubiratã - Flávia Rocha

### Concursos não realizados
- Fazenda Rio Grande
- Rio Branco do Sul
- Sarandi

## Crossovers
| Miss Terra Paraná - 2014: Castro - Janaine Bonfim (Top 05) - (Representando o município de Castro) Miss Teenager Paraná - 2012: Dois Vizinhos - Ellen Mussulini (4º. Lugar) - (Representando o município de Dois Vizinhos) Miss Petite Teen Brasil - 2011: Cascavel - Lizandra Garmus (2º. Lugar) - (Representando o município de Cascavel) Miss Eco Paraná - 2014: Ivaí - Jéssica Chornobay - (Representando o município de Ivaí) - 2015: Castro - Janaine Bonfim (3º. Lugar) - (Representando o município de Castro) | Miss Brasil Teenager - 2012: Dois Vizinhos - Ellen Mussulini (Miss Elegância) - (Representando o Estado do Mato Grosso) Menina Fantástica - 2010: Londrina - Najara Ascêncio (Semifinal) - (Uma das três escolhidas do Estado do Paraná) - 2011: Francisco Beltrão - Évellyn Follador (Top 12) - (Parando entre as doze melhores do Estado do Paraná) |